# Theridion undulanotum
Theridion undulanotum là một loài nhện trong họ Theridiidae.
Loài này thuộc chi Theridion. Theridion undulanotum được Carl Friedrich Roewer miêu tả năm 1942.